# Ruská kavkazská armáda

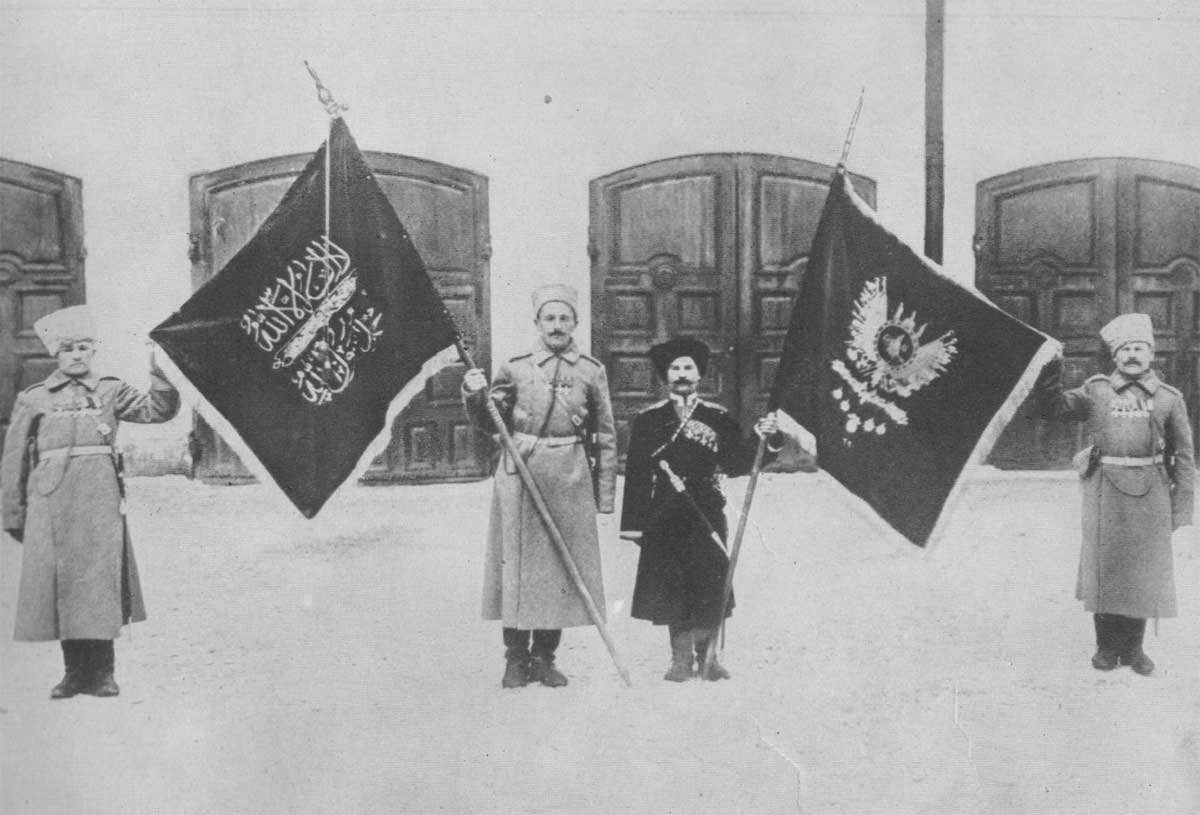
Prapory osmanské 3. armády, ukořistěné ruskými vojsky v bitvě u Erzurumu

Ruská kavkazská armáda (rusky Кавказская армия) byla polní armáda Ruské říše v době první světové války. Působila na kavkazské frontě, kde bojovala s osmanskou armádou. Jejím velitelem byl nejprve velitel vojsk kavkazského vojenského okruhu Illarion Voroncov-Daškov, který však velitelskou funkci ve skutečnosti nevykonával a předal velení svému pomocníku generálovi A. Z. Myšlajevskému. Toho v lednu 1915 nahradil generál Nikolaj Judenič.
V roce 1914 se ruská kavkazská armáda skládala z 1. kavkazského armádního uskupení a 2. turkestánského armádního uskupení. 1. kavkazské armádní uskupení mělo sílu dvou pěších divizí, dvou kozáckých střeleckých brigád a 1. kavkazské kozácké divize. 2. turkestánské armádní uskupení mělo sílu čtyř brigád.
Před zahájením bojových operací byla ruská kavkazská armáda rozdělena na skupinu Kars a skupinu Jerevan, každou s vlastním operačním směrem. Křídla armády kryly samostatné oddíly pohraniční stráže a kozáků.
Celkem měla ruská kavkazská armáda přibližně 153 praporů, 175 kozáckých setin a 350 děl. Proti ní stála osmanská 3. armáda. V dubnu 1917 byla ruská kavkazská armáda přetvořena v kavkazský front.